# هيرفيه لاكومب
هيرفيه لاكومب (بالفرنسية: Hervé Lacombe)‏ هو كاتب سير فرنسي، ولد في 26 يونيو 1963.